# Jägerhaus (Lenk)

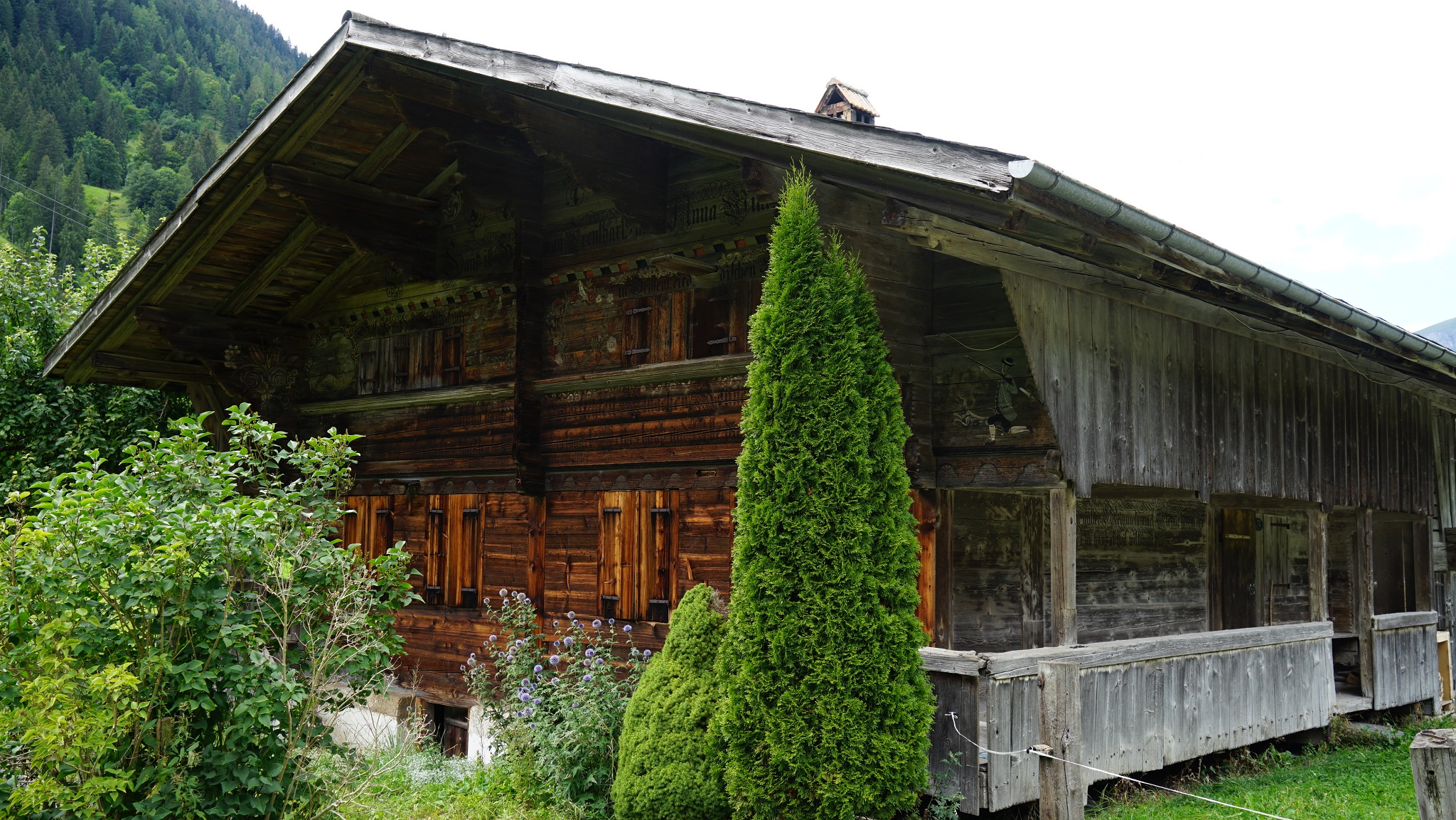
«Jägerhaus», Ansicht von Osten, 2021

Das sogenannte Jägerhaus in Oberried (Nr. 793) an der Lenk im Schweizer Simmental ist ein denkmalgeschütztes Simmentaler Bauernhaus aus dem Jahr 1774. Der «wertvolle Bau» hat durch seine «hervorragenden Malereien» eine überregionale Bedeutung. Er liegt an der Oberriedstrasse «72» und ist am Obersimmentaler Hausweg mit der Nummer 32 ausgewiesen. 

## Geschichte
Das Holzhaus wurde 1774 von Werkmeister Peter Reittler für Heintzman Treuthart und seine Frau Anna Winckler errichtet. Die Stubenwand der Hauptfassade wurde erneuert, die Fassadenmalereien 1968 restauriert.
Im «Bauinventar» der Denkmalpflege des Kantons Bern wurde das Bauwerk 1999 als «schützenswert» aufgenommen. Kulturgüter-Objekte der «Kategorie C» wurden mit Stand Januar 2024 noch nicht veröffentlicht.

## Beschreibung
Das kleine Bauernhaus ist quergeteilt. Die Fassade des Wohnbereichs ist nach Südosten, der Wirtschaftsteil nach Nordwesten orientiert. Der massive Kellersockel ruht tief im Schwemmland der Simme. Das Stubengeschoss ist in einfacher Ständerbauweise ausgeführt, Gaden- und Dachgeschoss als solider Blockbau. Die traufseitigen Lauben sind offen, die Tür im Südwesten ist original.
Plastische Zier und Schnitzwerk sind «eher zurückhaltend». Die Fassadenmalereien im jüngeren Simmentaler Stil sind von «ausserordentlichem Wert». Dazu gehören feingliedrige Blatt- und Blütenkränze sowie «elegante» Jagdszenen. Sie gaben dem Haus seinen Namen und gehören zu den ältesten Werken, die vermutlich derselbe Maler bis 1810 im oberen Simmental ausgeführt hat. Vergleichbare Jagdszenen sind am Bauernhaus Gütsch Nr. 1142 im Ortsteil Gutenbrunnen zu finden.
Die «reiche» Frakturinschrift an Giebel und Gaden nennt nach dem Jahr 17 74, das Bauherrenpaar und den ausführenden Zimmermann:
Dißes Hauß ist Heinß man Treutharts und Anna Winckler.

Gott gäbe unß die Gnad daß wir in Deissem, eird,, dischen Hauß

Können Wonen daß wier in das Himlischn hauß der Herlichkeit Eingehen Können Gott wolle deißes

hauß Beglücken sein Hütt und reichen Sägen schenken so Jst gesägnet Deißes Hauß und Alle die da gehen Ein und auß

Zimmer : meister ware Petter Reittler
Eine weitere Inschrift an der Laube im Nordosten lautet:
Wär in gutter Meinung kommet Zu mir herein der

Soll im hauß allweil wilkomme sein

## Fussnoten
1. 1 2 3 4 5 6 7  Denkmalpflege des Kantons Bern: Oberriedstrasse 72, 3775 Lenk im Simmental. In: Bauinventar des Kantons Bern. Abgerufen am 15. Februar 2024.
2. ↑  hauswege.ch: Obersimmertaler Hausweg. Haus 32, Oberried, Nr. 793. (abgerufen am 8. Oktober 2021)
3. ↑  Gemalte Fraktur am Giebel
4. ↑  Gemalte Fraktur am Gadenbund
5. ↑  Gemalte Fraktur an der Gadenfensterbrüstung.

Koordinaten: 46° 25′ 43,1″ N, 7° 28′ 9,2″ O; CH1903: 602350 / 141921